# Knihovní výpůjčka
Knihovní výpůjčka je služba, spočívající ve zpřístupňování dokumentů uživatelům z knihovního či jiného specializovaného fondu knihovny nebo prostřednictvím meziknihovních výpůjčních služeb z fondu jiné knihovny. Výpůjčka zachycuje půjčení jedné knihovní jednotky jednomu čtenáři absenčně nebo prezenčně v souladu s výpůjčním řádem knihovny. Podle zákona č. 257/2001 Sb., o knihovnách a podmínkách provozování veřejných knihovnických a informačních služeb (Knihovní zákon), patří výpůjční služby mezi základní služby každé knihovny. Základní služby poskytuje podle § 4 Knihovního zákona knihovna bezplatně. Výpůjční proces zahrnuje činnosti od stanovení požadavku na výpůjčku až po vrácení zapůjčeného dokumentu.

## Prezenční výpůjčka
Prezenční výpůjčkou označujeme takovou výpůjčku, která je realizovaná pouze ve fyzickém prostoru knihovny. Registrovanému čtenáři je zapůjčen dokument (kniha, časopis, CD apod.), který  však může studovat pouze v prostorách knihovny. Nemůže si jej tedy zapůjčit domů, jak je tomu například u absenční výpůjčky. 
Mezi nejčastější typy dokumentů, ke kterým se vztahují prezenční výpůjčky patří:
- Vzácné dokumenty - staré tisky, cenná díla
- Potřebné dokumenty - ty, které knihovna potřebuje k provozu
- Hodnotné dokumenty - mají literární, historickou nebo vědeckou hodnotu (často se jedná o první vydání)
- Počítačové programy, databáze, počítačové hry, pouze v souladu se zakoupenou licencí
- Diplomové, rigorózní, disertační a habilitační práce
- Mikrofilmy a jiná mikromédia pouze pro účely výzkumu a soukromého studia[3]

## Absenční výpůjčka
Absenčním půjčováním se rozumí půjčování dokumentů mimo prostory knihovny. Při absenčním půjčování je čtenář i knihovník povinen řídit se výpůjčním řádem knihovny.
Mezi nejčastější typy dokumentů, ke kterým se vztahují absenční výpůjčky patří:
- Textové dokumenty a dokumenty se statickým obrazem bez ohledu na jejich formu
- Tištěné knihy a časopisy
- Zvukové a audiovizuální záznamy
- Zvukové dokumenty
- Databáze a počítačové programy, počítačové hry (je možné pouze v souladu se zakoupenou licencí)